# Römer von Maretsch

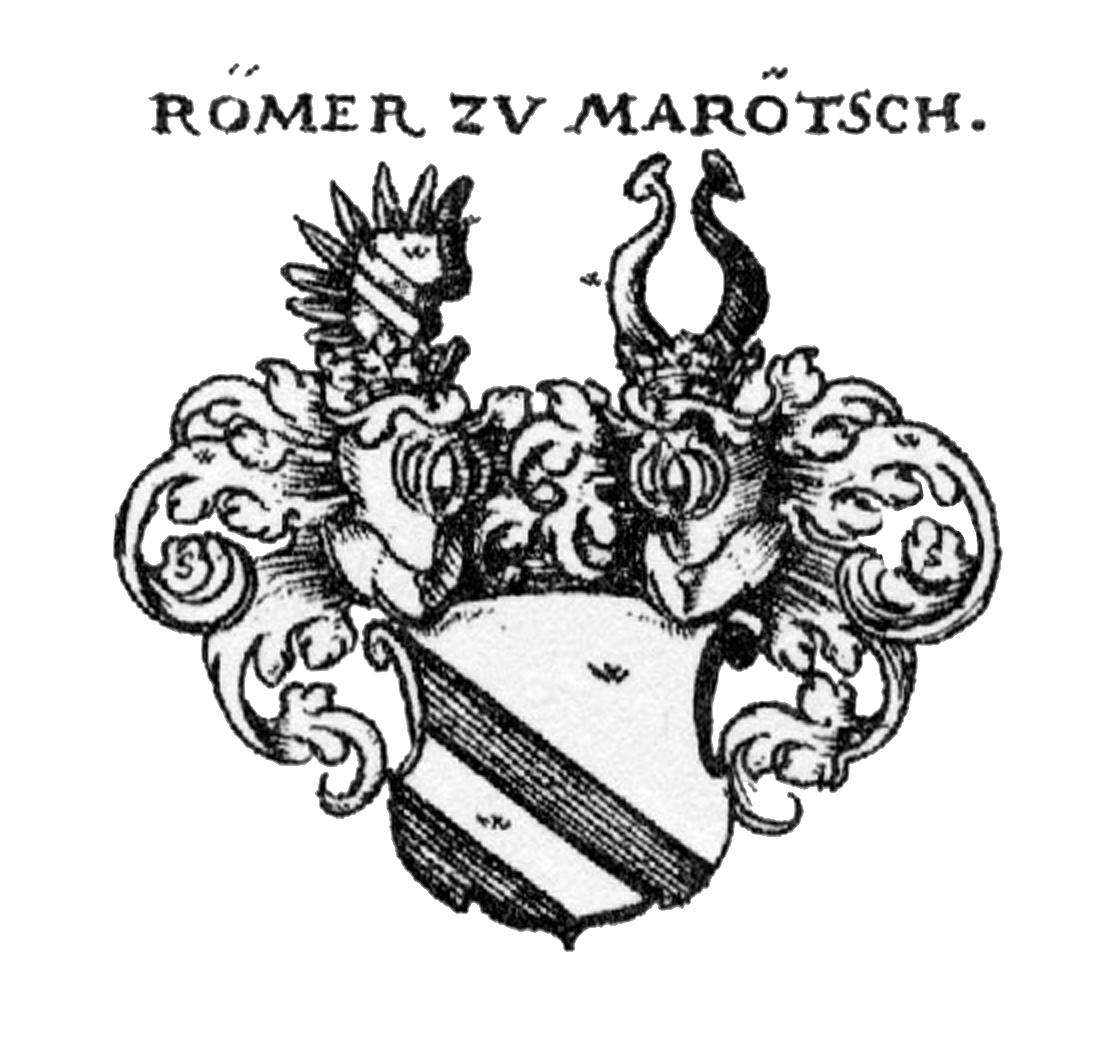
Wappen der Römer zu Marotsch in Siebmachers Wappenbuch

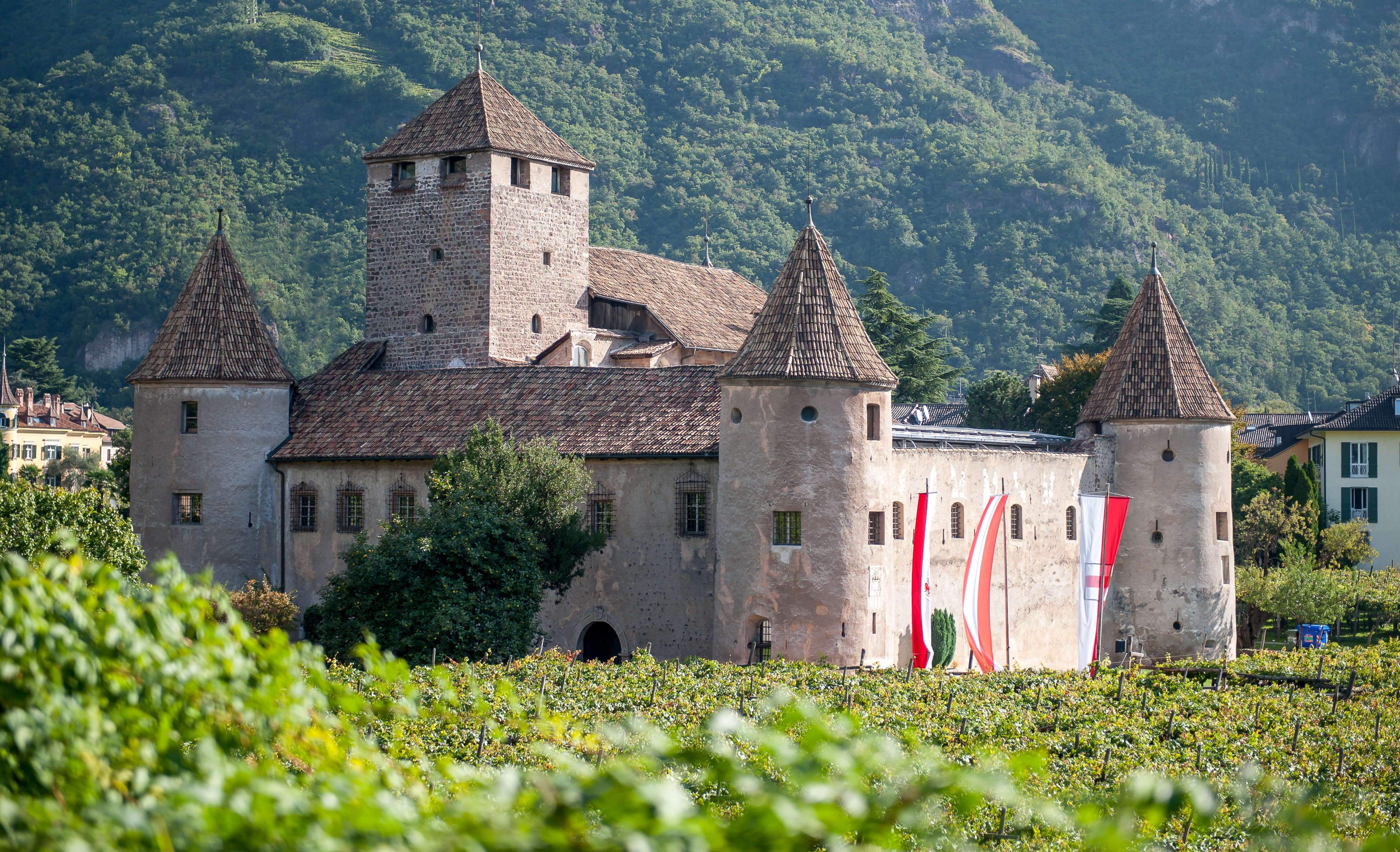
Schloss Maretsch

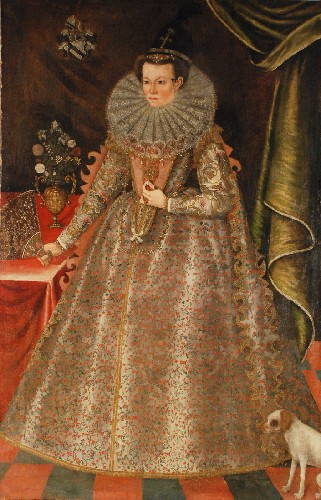
Susanna geb. Römer

Römer von Maretsch (auch Römer zu Maretsch und Mayenburg) ist der Name eines alten tirolerischen Adelsgeschlechts, das 1573 in den erblichen Freiherrenstand erhoben wurde und 1612 im Mannesstamm erloschen ist. Es ist zu unterscheiden von zahlreichen anderen Adelsgeschlechtern mit diesem Namen, wie dem meißnischen Adelsgeschlecht Römer, zu dem weder eine Stamm- noch Wappenverwandtschaft bestand.   

## Geschichte
Der Überlieferung nach kam Morandin mit seinen Söhnen Achilles, Johannes, Gottfried und Aneius um 1295 aus Rom nach Bozen. 1325 stiftete die Familie in Bozen zwei Kapellen. 1471 belehnte der Tiroler Landesfürst Erzherzog Sigismund, Andreas und Sigmund Römer mit Schloss Rubein bei Meran, die es 1478 als freies Eigentum empfingen. Deren Gedenkstein befindet sich in der ehemaligen Pfarrkirche von Bozen. 1477 erwarb Sigmund Römer Schloss Maretsch das zuvor sein Schwager Hans Metzner im Besitz hatte, worauf sich die Römer von Maretsch nannten und die Burg zu einem herrschaftlichen Ansitz umgestalten ließen. 1472 erfolgte die Eintragung in die Tiroler Landesmatrikel. 1563 verlieh die Äbtissin des Klosters Sonnenburg, Barbara von Caldes Johann Jakob Römer von Maretsch den Wohnturm Kampan in Kaltern. Der Komtur des Johanniterordens in Mailberg Christoph Sigismund Römer von Maretsch diente zuletzt als Hauptmann von Triest. 1574 besaß Lukas Römer Schloss Kampan in Kaltern.  
Als bedeutendster Angehöriger wirkte Lukas Römer von Maretsch († um 1581) von 1571 bis 1581 als Landeshauptmann an der Etsch, kaiserlicher Rat sowie Landkomtur der Deutschordensballei An der Etsch und im Gebirge, der der Reformation anhing. Sein 1562 datierter Wappenstein befindet sich am Schloss Maretsch. Die Inschrift lautet: „"NON SINE CAUSA - LVCAS RÖMER ZV MARET TEVTSCHORDENS LANDCOMENTHVR DER BALEI ETSCH VND IM GEPIRG RÖ KAY MT RATH VERORDNET AVF DISEN THVRN“. 1570 kaufte er die Mayenburg, nach dem er sich fortan "zu Maretsch und Mayenburg" nannte. Am 3. Juli 1574 wurde Lukas Römer zu Maretsch und Mayenburg, sein Bruder Christoph Sigismund und sein Vetter Johann Jakob Römer der Freiherrenstand bestätigt. Um seine Mätresse Barbara Hueber heiraten zu können, legte er 1573 sein Amt als Landkomtur nieder und schied eigenmächtig aus dem Deutschen Orden aus. Von seinen fünf legitimierten Kindern heiratete Susanna Römer später den Siebenbürger Adligen und Diplomaten István Kakas († 1603).

## Wappen
Blasonierung des Stammwappens: Silber und Schwarz viermal schrägrechts geteilt. Auf dem Schild zwei gekrönte goldene Helme mit einem schwarz-silbernen Hornpaar und einem geschlossenen Flug.

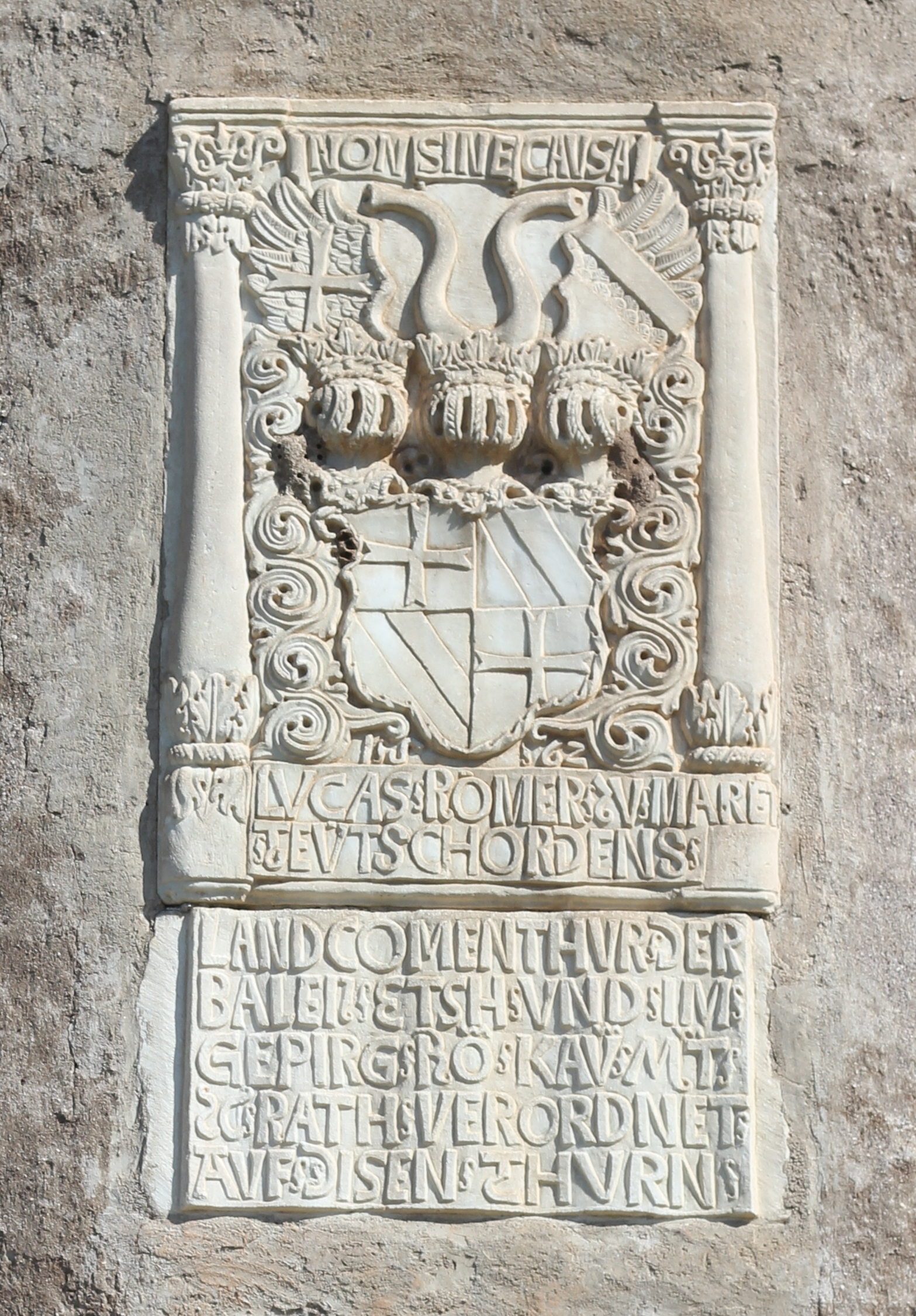
Wappenstein von Lukas Römer von Maretsch am Schloss Maretsch
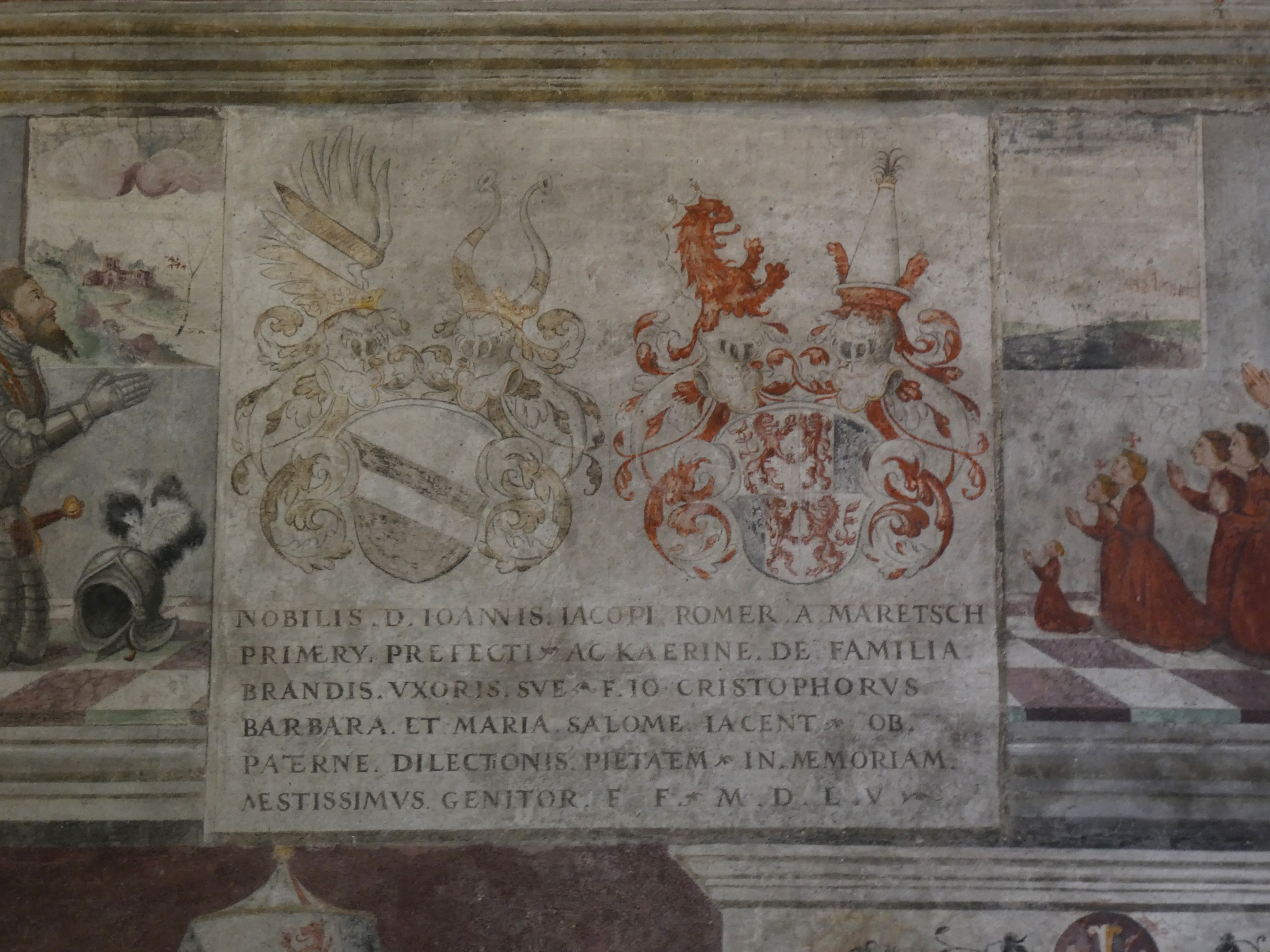
Allianzwappen Johann Jakob Römer von Maretsch und Katharina von Brandis in Primör
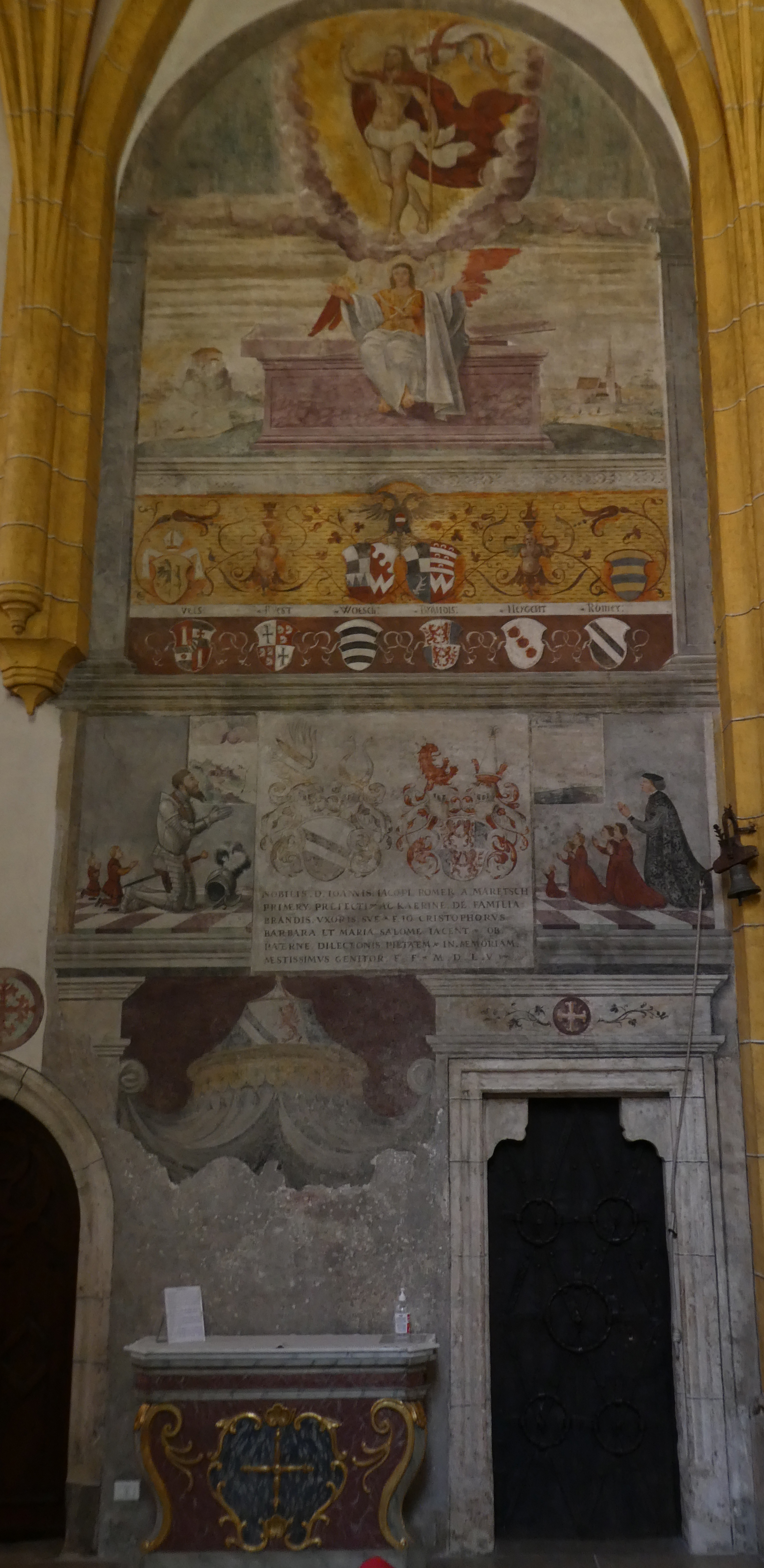
Fresko über dem Portal Johann Jakob Römer von Maretsch und seine Familie in Primör

## Genealogie (Auswahl)
1. Sigmund Römer, ⚭ Martha Metzner 
  1. Hans Römer, Ritter vom Heiligen Grab  
    1. Christoph Römer von Maretsch († 1544), Hauptmann in Buchenstein, ⚭ Elisabeth von Caldes 
      1. Johann Jakob Römer von Maretsch († 1571), kaiserlicher Hofrat, ⚭ 1.) Katharina von Brandis, ⚭ 2.) Christina von Hendl († 1566), ⚭ 3.) 1567 Katharina Helene von Wolkenstein
      2. Lukas Römer von Maretsch († um 1581), Landeshauptmann, kaiserlicher Rat, Landkomtur, ⚭ Barbara Hueber
        1. Susanna Römer, ⚭ István Kakas († 1603), Diplomat

      3. Christoph Sigmund von Maretsch, Komtur des Johanniterordens, Hauptmann in Triest
      4. Caspar Melchior Römer von Maretsch und Mayenburg[10]